# Altınova (Ayvalık)

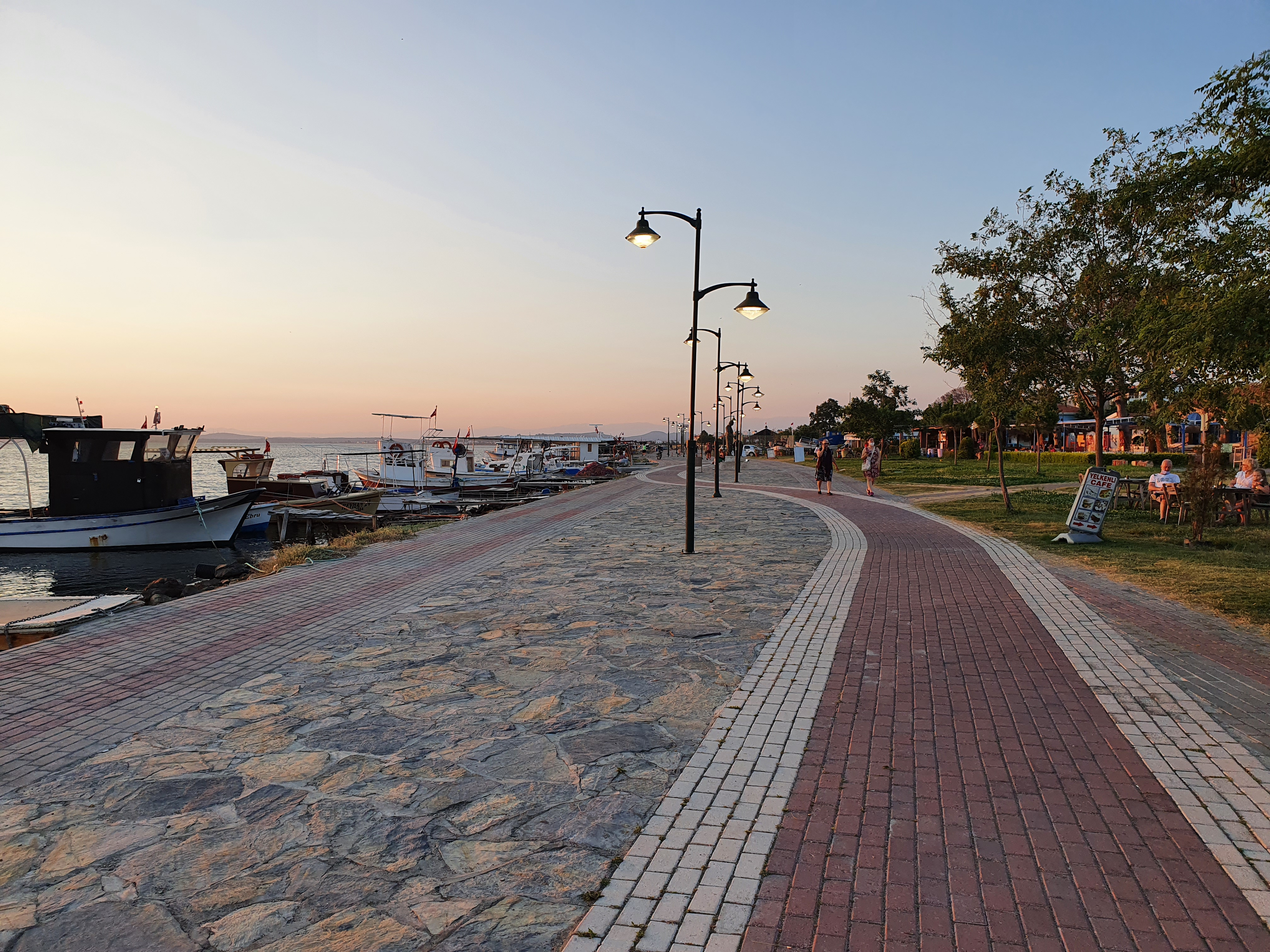
Küstenwanderweg in Altınova (2020)

Die Ortschaft Altınova im Mündungsgebiet des Madra Çayı ist eine ehemalige Gemeinde und gegenwärtig ein Mahalle der Gemeinde Ayvalık. Das Mahalle hat 15.467 Einwohner (Stand: 2022). 
Die Ortschaft hat eine lange zurückreichende Geschichte, die älter ist als die von Ayvalık. In byzantinischer Zeit führte die Siedlung den Namen Ayiazmata. Seit den frühesten Zeiten der osmanischen Herrschaft, möglicherweise schon vorher, hatte Ayasment, wie die Ortschaft von den Türken nun genannt wurde, einen beträchtlichen islamisch-türkischen Bevölkerungsanteil. In den 1930er Jahren wurde nach einem Besuch von Mustafa Kemal Atatürk der Name in Altınova geändert. Die alten ursprünglichen Mahalle der alten Gemeinde, Şeyh mahallesi und Kadı mahallesi, weisen eine Reihe von teils sehr alten Bauwerken auf, wie zwei Moscheen, die Kadı Camii und die Hacı Bayram Camii, ein neo-klassizistisches Regierungsgebäude, einen Han und eine Brücke über einen jetzt ausgetrockneten Flusslauf. Auf einem sehr alten muslimischen Friedhof sind auch byzantinische Überreste gefunden worden. Eine Besonderheit sind Inschriften in arabischer Schrift an Gebäuden, die das Errichtungsdatum dokumentieren.